# Cuscús terrestre de les illes Aru
El cuscús terrestre de les illes Aru (Phalanger gymnotis) és un marsupial de la família dels falangèrids, dins l'ordre dels diprotodonts. És originari de Nova Guinea i l'illa Aru i el seu hàbitat natural són els boscos i els matollars a entre 500 i 1.500 metres per sobre el nivell del mar, tot i que se l'ha trobat a altituds tan baixes com 200 m i tan altres com 2.600 m.